# Szkoła Muzyczna II st. im. Fryderyka Chopina w Gdańsku-Wrzeszczu
Szkoła Muzyczna II st. im Fryderyka Chopina w Gdańsku-Wrzeszczu – szkoła muzyczna II stopnia kształcąca w trybie popołudniowym.

## Historia[1]
Początki szkoły datują się na wrzesień 1945, kiedy to w pierwszych miesiącach po zakończeniu II wojny światowej powołano w Gdańsku Miejską Szkołę Muzyczną. Powstała ona z inicjatywy grupy muzyków skupionych w Gdańskim Instytucie Muzycznym z siedzibą w Sopocie. Pierwszą siedzibą szkoły został budynek przy ówczesnej Hindenburgallee 33, gdzie w kilku pokoikach na zaciekającym poddaszu rozpoczęto kształcenie muzyczne niewielkiej grupy uzdolnionych osób. Nauczano głównie śpiewu oraz gry na fortepianie. W tym czasie zainteresowanie nauką było tak wielkie, że w ciągu niespełna półrocza liczebność szkoły wzrosła do 300 uczniów o bardzo zróżnicowanym przekroju wiekowym. Z przyczyn lokalowych oraz z powodu braku instrumentów, większość lekcji odbywała się w mieszkaniach prywatnych uczniów i nauczycieli. W gronie pierwszych pedagogów znaleźli się muzycy tej miary, co śpiewacy – Wanda Hendrich, Adam Ludwig, Barbara Iglikowska, pianiści – Krystyna Jastrzębska i Stanisław Bielicki oraz kompozytor i chórmistrz Tadeusz Tylewski.
W 1946 roku publiczne szkolnictwo artystyczne w Polsce przeszło pod patronat Zarządów Miejskich. Wtedy to, w myśl rozporządzenia ówczesnego Ministra Kultury i Sztuki (pismo Ministra Kultury i Sztuki, Departament Muzyki (L.dz. 2969/13427/46) z dnia 14.08.1946 roku skierowanego do Wydziału Kultury i Sztuki Urzędu Wojewódzkiego w Gdańsku), gdańska Miejska Szkoła Muzyczna uległa podziałowi na Miejską Niższą Szkołę Muzyczną i Miejską Średnią Szkołę Muzyczną. To moment, w którym dokonało się organizacyjne usamodzielnienie tych palcówek, mimo że nadal wspólnie zajmowały budynek willi przy alei Rokossowskiego 48 (obecnie Al. Zwycięstwa 48, budynek nie istnieje), w którym również znajdowała lokum gdańska Umuzykalniająca Szkoła Muzyczna. Pierwszym dyrektorem szkoły średniej został Roman Kuklewicz – skrzypek i chórmistrz, piastując tę funkcję do 1951 roku. Wspólną administracją szkół zajmował się Emilian Pardus, który po nim na okres roku objął stanowisko dyrektora.
1 stycznia 1948 roku szkoła została upaństwowiona, co zapewniło jej stałe fundusze na nowe etaty pedagogiczne oraz na niezbędne remonty. Stworzyło to również możliwość większego naboru uczniów oraz szerszej specjalizacji instrumentalnej. W tym czasie rozpoczęła działalność szkolna orkiestra symfoniczna początkowo pod kierownictwem Romana Kuklewicza, potem pod dyrekcją Wandy Dubanowicz. Działał również chór szkolny prowadzony przez Tadeusza Tylewskiego. Otwarto też Wydział Instruktorski (w 1962 roku przemianowany na Wydział Pedagogiczny) przygotowujący przyszłych instruktorów i animatorów życia muzycznego. Pierwsze powojenne roczniki w przyspieszonym tempie kończyły szkołę. W 1948 roku klasę śpiewu solowego ukończyła Maria Fołtyn, a w dwa lata później klasę organów – Augustyn Bloch.
Trudna sytuacja lokalowa szkoły znalazła rozwiązanie w 1951 roku, kiedy na nową siedzibę przydzielono jej budynek w Gdańsku-Wrzeszczu przy ul. Partyzantów 7. Po kapitalnym remoncie obiekt zyskał salę koncertową na około 200 miejsc, kilkanaście sal lekcyjnych i kilka pomieszczeń administracyjnych. Pierwsze instrumentarium stanowiły używane fortepiany oraz inne instrumenty muzyczne przydzielone szkole przez Komisję Specjalną do Spraw Instrumentów Poniemieckich oraz Okręgowy Urząd Likwidacyjny, działające w Gdańsku.
Rok 1950 przyniósł kolejną reorganizację polskiego szkolnictwa muzycznego, dzieląc szkoły na zawodowe i przysposobienia zawodowego. Z tego powodu Miejska Średnia Szkoła Muzyczna uzyskała status placówki kształcenia zawodowego pod nazwą Państwowej Średniej Szkoły Muzycznej w Gdańsku-Wrzeszczu z 5 letnim cyklem nauki na wydziale instrumentalnym i 4-letnim – na wydziale wokalnym. W 1953 roku, gdy funkcję dyrektora szkoły objął Oskar Rupel, w jej skład weszła szkoła muzyczna działająca w gdyńskiej dzielnicy Orłowo. Placówka ta funkcjonowała na podobnych zasadach co gdańska, więc jej uczniowie mogli bez większych trudności organizacyjnych kontynuować naukę w nowej szkole.
W 1957 roku stanowisko dyrektora szkoły objął Zygmunt Jackiewicz. Dla usprawnienia procesu dydaktycznego powołano wtedy cztery sekcje przedmiotowe skupiające nauczycieli fortepianu, instrumentów smyczkowych, dętych oraz przedmiotów teoretycznych. Na czele tych sekcji stanęli: Maria Winter, Mieczysław Śmilgin, Kazimierz Filipowicz oraz Antoni Poszowski. Staraniem dyrektora Jackiewicza rozbudowano szkołę o kilkuklasową przybudówkę usytuowaną w północnej części budynku, zainstalowano nowy system ogrzewania, z czasem podłączony do miejskiej sieci ciepłowniczej, wytłumiono sale lekcyjne dla poprawy ich akustyki, przebudowano estradę w sali koncertowej tak, aby swobodnie mieściła pełną obsadę szkolnej orkiestry symfonicznej. Był to też okres, w którym uczniowie corocznie uczestniczyli w wakacyjnych obozach artystycznych w Drezdenku, Poroninie, Zagórzu, Lubiechowie i Złotym Stoku, podczas których, wspólnie z kolegami z innych szkół artystycznych, przygotowywali koncerty i przedstawienia dla okolicznych mieszkańców.
W 1961 roku został utworzony Wydział Wychowania Muzycznego, którego kierownikiem została Wanda Dubanowicz. W ciągu 16 lat jego istnienia dyplomy uzyskało 33 wychowanków.
W roku 1966 szkoła przyjęła nową nazwę Państwowej Szkoły Muzycznej II stopnia w Gdańsku-Wrzeszczu.
W 1972 roku, na okres 14 lat, dyrektorem szkoły został Józef Madanowski – absolwent warszawskiej Akademii Muzycznej, prowadzący klasę akordeonu. Później w latach 1986–2008 pełnił funkcję dyrektora Zespołu Szkół Muzycznych w Gdańsku-Wrzeszczu. Jego zastępcą został Aureliusz Kędziorski, po nim Jadwiga Szpakowska-Turzańska, a w latach 1988–2006 funkcję tę pełnił Władysław Chwin.
W 1975 roku, zarządzeniem Ministra Kultury, dokonano reorganizacji cyklu nauczania w szkołach muzycznych II stopnia, przedłużając w nich okres nauki do sześciu lat na wydziale instrumentalnym, pozostawiając 4-letni cykl nauki na wydziale wokalnym. 9 grudnia 1978 roku odbyło się uroczyste nadanie szkole imienia Fryderyka Chopina.
W 1986 roku Państwowa Szkoła Muzyczna II st. im. F.Chopina weszła w skład Zespołu Szkół Muzycznych w Gdańsku-Wrzeszczu.
1 września 1995 roku szkoła znów zmieniła nazwę, tym razem na Szkołę Muzyczną II st. im.Fryderyka Chopina w Gdańsku-Wrzeszczu, pod którą funkcjonuje do dziś.
W 1998 roku Komisja Regulacyjna do Spraw Gmin Wyznaniowych Żydowskich podjęła decyzję o przekazaniu budynku szkolnego, będącego od czasu zakończenia wojny w gestii Skarbu Państwa, Gminie Wyznaniowej Żydowskiej w Gdańsku w ramach zwrotu jej przedwojennego mienia. Spowodowało to utratę przez szkołę prawa do swobodnego dysponowania obiektem. Staraniem dyrektora Madanowskiego, przy wsparciu władz wojewódzkich i samorządowych, udało się pozyskać dla szkoły nowy budynek.
18 maja 2006 roku na mocy decyzji Prezydenta Miasta Gdańska została przekazana w trwały zarząd Zespołowi Szkół Muzycznych w Gdańsku-Wrzeszczu nieruchomość w Gdańsku-Wrzeszczu przy ul. Partyzantów 21A „o powierzchni 2.231 m², zabudowana wolnostojącym, w części frontowej dwukondygnacyjnym, a w pozostałej części trzykondygnacyjnym, częściowo podpiwniczonym, murowanym budynkiem o powierzchni użytkowej 744 m² i kubaturze 4.578 m³, wybudowanym ok. roku 1908, z dobudówką z roku 1963, z przeznaczeniem na działalność oświatową prowadzoną przez Szkołę Muzyczną II st. im. Fryderyka Chopina w Gdańsku-Wrzeszczu w ramach jej statutowej działalności”. Po rocznym remoncie, 14 października 2009 roku, nastąpiło uroczyste otwarcie nowego budynku.
8 października 2011 roku dokonano uroczystego aktu nadania imienia Wandy Dubanowicz sali kameralnej w Szkole Muzycznej II st. w Gdańsku-Wrzeszczu. Zbiegło się to z obchodami jubileuszowymi 65-lecia szkoły oraz z 5. rocznicą śmierci ś.p. Wandy Dubanowicz, wieloletniej, zasłużonej nauczycielki. Nadanie imienia nastąpiło na wniosek Koła Absolwentów SM II st. w Gdańsku-Wrzeszczu oraz na mocy specjalnej uchwały Rady Pedagogicznej Zespołu Szkół Muzycznych w Gdańsku-Wrzeszczu. W uroczystości, oprócz władz szkolnych, wzięli udział dawni uczniowie, koledzy i koleżanki-pedagodzy oraz znajomi W. Dubanowicz. Z tej okazji wydano okolicznościową publikację książkową o działalności pedagogicznej i artystycznej W. Dubanowicz.

## Dyrektorzy
- Roman Kuklewicz: 1946–1951
- Emil Pardus; 1951–1952
- Oskar Rupel: 1952–1957
- Zygmunt Jackiewicz: 1957–1972
- Józef Madanowski: 1972–1986

## Wicedyrektorzy
- Joanna Arciszewska: 1946–1953
- Zygmunt Jackiewicz: 1953–1954
- Ambroży Marciniec; 1954–1959
- Janusz Krassowski: 1959–1963
- Maria Winter: 1963–1967
- Alina Udymowska: 1967–1969
- Aureliusz Kędzierski: 1969–1974
- Jadwiga Szpakowska-Turzańska: 1974–1988
- Władysław Chwin: 1988–2006
- Małgorzata Stożyńska: 2006 – nadal

## Informacje ogólne
Organem prowadzącym SM II st. jest minister właściwy do spraw kultury i dziedzictwa narodowego, sprawując nad nią nadzór pedagogiczny poprzez Centrum Edukacji Artystycznej w Warszawie.
Celem SM II st. jest rozwijanie u uczniów zdolności i umiejętności wykonawczych w stopniu pozwalającym im na czynną działalność zawodową w określonej dziedzinie i specjalności muzycznej a także przygotowanie kandydatów do wyższych uczelni muzycznych. Kwalifikacja kandydatów do nauki w SM II st. odbywa się na podstawie wyników egzaminów wstępnych przeprowadzanych każdego roku przez Szkolną Komisję Kwalifikacyjną powoływaną spośród nauczycieli SM II st. przez dyrektora szkoły. Egzaminy te mają charakter konkursowy. Kandydatów obowiązują limity wiekowe ustalane przez organ prowadzący szkołę.
Szkoła prowadzi nauczanie wyłącznie w zakresie zajęć edukacyjnych artystycznych, co oznacza, że w szkole nie ma pionu przedmiotów ogólnokształcących, jak to ma miejsce w szkolnictwie powszechnym. W SM II st. prowadzone są zajęcia gry na instrumentach muzycznych (zajęcia indywidualne), zajęcia zespołowe (chór, orkiestra, zespoły kameralne) oraz przekazywana jest niezbędna wiedza z zakresu teorii muzyki (zajęcia grupowe). Nauczanie odbywa się głównie w kierunku muzyki poważnej.
W SM II st. obowiązują wymagania edukacyjne odpowiednie dla wydziału, przedmiotu i klasy uwzględniające podstawę programową kształcenia w zawodach muzycznych ogłoszoną w rozporządzeniu przez organ prowadzący szkołę. Spełnianie przez ucznia wymagań edukacyjnych stanowi warunek jego nauki w SM II st.
Zajęcia dydaktyczno-wychowawcze w roku szkolnym dzielą się na dwa okresy. Terminy ferii szkolnych oraz świątecznych przerw w nauce są zgodne z kalendarzem obowiązującym w szkołach pionu oświatowego. Zajęcia lekcyjne odbywają się w godzinach popołudniowych. Jednostka lekcyjna trwa 45 minut. Wszystkie zajęcia objęte planem nauczania danego wydziału i klasy są dla uczniów obowiązkowe.
Absolwenci SM II st. otrzymują dyplomy ukończenia szkoły z tytułem zawodowym muzyk instrumentalista (z podaniem specjalności) lub muzyk wokalista, specjalność – śpiewak.
W trójstopniowej strukturze polskiego publicznego szkolnictwa artystycznego nauka w szkole muzycznej II st. stanowi drugi etap kształcenia muzycznego, bezpośrednio poprzedzający wyższe studia muzyczne.

## Organizacja nauczania

### Szkolny zestaw programów nauczania
Podstawę organizacji procesu dydaktycznego w SM II st. stanowi szkolny zestaw programów nauczania, który jest zgodny z podstawami programowymi kształcenia określonymi przez organ prowadzący szkołę. W skład zestawu programów nauczania wchodzą zarówno programy dopuszczone do użytku szkolnego przez organ prowadzący, jak również programy autorskie poszczególnych nauczycieli zatwierdzone przez dyrektora szkoły.

### Wydziały
W SM II st. proces dydaktyczny jest realizowany w oparciu o dwa wydziały:
- Wydział instrumentalny w specjalnościach: fortepian, klawesyn, organy, skrzypce, altówka, wiolonczela, kontrabas, gitara, flet, obój, klarnet, saksofon, fagot, trąbka, puzon, tuba, róg, akordeon i perkusja.

Przedmioty teoretyczne: kształcenie słuchu, zasady muzyki, literatura muzyczna, historia muzyki z literaturą muzyczną, harmonia i formy muzyczne.
Ponadto uczniowie uczestniczą w innych zajęciach indywidualnych i zespołowych, takich jak fortepian dodatkowy, nauka akompaniamentu fortepianowego (dla pianistów), improwizacja organowa (dla organistów), chór lub orkiestra symfoniczna, zespół kameralny i zajęcia z akompaniatorem.
Nauka na wydziale instrumentalnym trwa 6 lat.
- Wydział wokalny w specjalności: śpiew solowy.

Przedmioty teoretyczne: Kształcenie słuchu, zasady muzyki, historia muzyki z literaturą muzyczną, harmonia, formy muzyczne, czytanie nut głosem, dykcja i recytacja oraz rytmika.
Ponadto uczniowie uczestniczą w innych zajęciach indywidualnych i zespołowych, takich jak fortepian, chór, zespół wokalny oraz praca z akompaniatorem.
Nauka na wydziale wokalnym trwa 4 lata.

### Sekcje przedmiotowe
W SM II st. działają cztery sekcje przedmiotowe grupujące nauczycieli poszczególnych przedmiotów:
- sekcja fortepianu (fortepian główny, fortepian dodatkowy, klawesyn, organy, akompaniament fortepianowy),
- sekcja instrumentów smyczkowych (skrzypce, altówka, wiolonczela, kontrabas, gitara),
- sekcja instrumentów dętych (flet, obój, klarnet, saksofon, fagot, trąbka, waltornia, puzon, tuba, akordeon, perkusja),
- sekcja teorii muzyki, do której należą wszyscy nauczyciele prowadzący przedmioty teoretyczne.

Do zadań sekcji przedmiotowych należy w szczególności:
- przeprowadzanie przesłuchań, egzaminów lub innych sprawdzianów wiedzy i umiejętności uczniów w specjalnościach i przedmiotach objętych działaniem sekcji,
- organizacja wewnątrzszkolnego doskonalenia zawodowego nauczycieli,
- organizacja koncertów i innych form prezentacji wiedzy i dorobku artystycznego uczniów,
- przeprowadzanie analizy wyników nauczania,
- prowadzenie działalności konsultacyjnej w ramach akcji rekrutacyjnej.

### Egzamin dyplomowy
Uczeń kończy SM II st. po zdaniu egzaminu dyplomowego, który jest komisyjną formą oceny poziomu jego przygotowania zawodowego. Egzamin dyplomowy dotyczy uczniów klas programowo najwyższych i przeprowadza go Państwowa Komisja Egzaminacyjna, powołana spośród nauczycieli SM II st. Egzamin obejmuje część praktyczną – z przedmiotu głównego oraz część teoretyczną – z jednego z przedmiotów teoretycznych do wyboru spośród wymienionych w odnośnym rozporządzeniu Ministra Kultury i Dziedzictwa Narodowego. Uczeń zdał egzamin dyplomowy, jeżeli w części praktycznej z recitalu dyplomowego otrzymał ocenę wyższą od stopnia dopuszczającego, a w części teoretycznej – ocenę wyższą od stopnia dopuszczającego lub niedostatecznego, w zależności od wybranego przedmiotu. Kontrolę nad organizacją i przebiegiem egzaminów dyplomowych sprawuje organ prowadzący szkołę za pośrednictwem wizytatora Centrum Edukacji Artystycznej.

## Sukcesy uczniów[3]
| Z E S T A W I E N I E nagród zdobytych przez uczniów Szkoły Muzycznej II st. im. Fryderyka Chopina w Gdańsku-Wrzeszczu w latach 2000 – 2013 |           |           |           |           |           |           |           |           |           |           |           |           |           |       |
| Rok szkolny | 2000/2001 | 2001/2002 | 2002/2003 | 2003/2004 | 2004/2005 | 2005/2006 | 2006/2007 | 2007/2008 | 2008/2009 | 2009/2010 | 2010/2011 | 2011/2012 | 2012/2013 | Razem |
| I miejsce | 2         | 1         | 1         | 1         | 1         | 3         | 3         | 1         | 3         | 2         | 9         | 9         | 4         | 40    |
| II miejsce | 2         | 3         |           |           | 1         | 3         | 2         | 3         | 3         | 2         | 2         | 4         | 2         | 27    |
| III miejsce | 3         | 2         | 1         | 4         | 2         | 1         | 4         | 2         | 3         | 5         | 14        | 3         | 9         | 53    |
| wyróżnienie | 2         | 1         | 3         | 2         |           |           | 5         | 3         | 6         | 4         | 9         | 6         | 6         | 47    |
| Inne nagrody | 5         | 4         | 6         | 15        | 7         | 11        | 11        | 13        | 9         | 6         | 14        | 8         | 8         | 117   |
| Razem | 14        | 11        | 11        | 22        | 11        | 18        | 25        | 22        | 24        | 19        | 48        | 30        | 29        | 284   |

## Znani absolwenci[4]
- Augustyn Bloch[5] – kompozytor i organista
- Mariusz Bogdanowicz – muzyk jazzowy (kontrabasista), kompozytor
- Bogdan Czapiewski[6] – pianista, pedagog, profesor
- Adam Czerwiński – perkusista jazzowy, kompozytor
- Wanda Dubanowicz[7] – kompozytorka, dyrygent, pedagog
- Maria Fołtyn[8] – śpiewaczka, reżyser operowy
- Janusz Hajdun – pedagog, kompozytor
- Jan Janca – organista i kompozytor
- Zofia Janukowicz-Pobłocka – śpiewaczka, pedagog, profesor
- Jan Łukaszewski – dyrygent, pedagog
- Piotr Orawski – dziennikarz muzyczny
- Roman Perucki[9] – organista, pedagog, profesor, dyrektor Polskiej Filharmonii Bałtyckiej im. Fryderyka Chopina w Gdańsku
- Ewa Pobłocka[10] – pianistka, pedagog, profesor
- Edwin Rymarz – kompozytor, organista, pedagog
- Jerzy Sapiejewski[11] – kompozytor, pianista, profesor sztuk performatywnych
- Kazimierz Sergiel – śpiewak operowy
- Maciej Sikała – muzyk jazzowy (saksofonista), kompozytor, pedagog
- Florian Skulski[12] – śpiewak operowy, reżyser operowy, pedagog, profesor
- Krzysztof Sperski[13] – wiolonczelista, kameralista, pedagog. profesor
- Wojciech Staroniewicz[14] – muzyk jazzowy (saksofonista), kompozytor
- Krzysztof Urbański – muzyk jazzowy (saksofonista)
- Maria Wacholc[15] – muzykolog, teoretyk muzyki, pedagog, profesor
- Adam Wendt – muzyk jazzowy (saksofonista), kompozytor, pedagog
- Waldemar Wojtal[16] – pianista, pedagog, profesor, rektor Akademii Muzycznej w Gdańsku (1993 – 1999, 2004 – 2005)

## Koło absolwenta SM II st.[17]
26 listopada 2010 roku z inicjatywy Józefy Siudaczyńskiej oraz kilkorga innych dawnych absolwentów SM II st. odbyło się pierwsze spotkanie założycielskie Koła Absolwentów Szkoły Muzycznej II st. w Gdańsku-Wrzeszczu. Główną ideą Koła jest podtrzymywanie więzi koleżeńskiej między absolwentami oraz pielęgnowanie i popularyzowanie historii oraz tradycji szkoły. Służą temu cykliczne spotkania, którym towarzyszą zwykle wspólne wspomnienia dawnych pedagogów lub wydarzeń z życia szkoły godnych utrwalenia w pamięci. Działalność Koła ma charakter społeczny.